# Революционно движение „Тупак Амару“
Революционно движение „Тупак Амару“ (РДТА) (на испански: Movimiento Revolucionario Túpac Amaru) е ляворадикална партизанска групировка, съществувала в Перу от края на 1980-те години до 1997 г.
Организацията е основана през 1984 г. и си поставя за цел освобождението на Перу и Боливия от империализма. Движението носи името на индианският вожд Тупак Амару II, въстанически лидер от 18 век.

## История
Заедно с маоистката групировка Сендеро Луминосо РДТА е един от основнитe участници във вътрешния конфликт в Перу. Ръководена е от Виктор Полай Кампос (другарят Роландо) до неговото задържане и Нестор Серпа Картолини (другарят Еваристо) до смъртта му през 1997 г.
Революционно движение „Тупак Амару“ е признато за терористична организация от правителството на Перу, Държавният департамент на САЩ и Европейския парламент, но на 5 октомври 2001 г. е премахнато от списъка на чуждестранните терористични организации на САЩ. В зенита на силата си организацията има няколко хиляди членове. Целта ѝ е да създаде комунистическа държава и да изчисти Перу от всякакви империалистически елементи.